# Złocieniec
Złocieniec (Duits: Falkenburg) is een stad in Polen in de woiwodschap West-Pommeren, powiat Drawski. De stad heeft ongeveer 13.500 inwoners.

## Verkeer en vervoer
- Station Złocieniec